# Parti réformiste de Syrie
Le Parti Réformiste de Syrie (arabe : حزب الاصلاح السوري Hizb al-Islah al-Suriy ; anglais : Reform Party of Syria), est un parti politique pro-israélien fondé et basé aux États-Unis. C'est un parti politique attachée à la démocratie et la réforme en Syrie. Il est basé aux États-Unis parce que le gouvernement syrien actuel ne permet pas aux partis politiques d'opposition de se former sans autorisation. Le parti est composé de Syriens vivant aux États-Unis, en Europe et ailleurs. Le chef du parti, Farid Ghadry, est décrit par Alan Weisman comme « l'autre Ahmad Chalabi ». Il est membre du American Israel Public Affairs Committee, la principale formation pro-Israël, groupe de lobbying aux États-Unis, avec comme partisans notables Richard Perle, David Wurmser et Elizabeth Cheney.
Le Parti réformiste de Syrie a appuyé la candidature de Nicolas Sarkozy à l'Élection présidentielle française de 2007.
Au cours de la Révolte syrienne de 2011-2012 contre le Parti Baath, le Parti réformiste de Syrie, comme tout parti politique de l'opposition syrienne en exil, a participé à des manifestations dans des villes des États-Unis et d'Europe occidentale.